# Балдан
Балдан (фр. Balledent) насеље је и општина у централној Француској у региону Лимузен, у департману Горња Вијена која припада префектури Белак.
По подацима из 2005. године у општини је живело 210 становника, а густина насељености је износила 17 становника/km². Општина се простире на површини од 12,28 km². Налази се на средњој надморској висини од 250 метара (максималној 350 m, а минималној 195 m).

## Демографија
| 1962. | 1968. | 1975. | 1982. | 1990. | 1999. | 2011. |
| ----- | ----- | ----- | ----- | ----- | ----- | ----- |
| 373   | 316   | 291   | 266   | 231   | 205   | 212   |

График промене броја становника у току последњих година